# Boy Spyce
Boy Spyce, de son vrai nom Gbekile David (né le 10 mai 2001 dans l’État d’Edo au Nigeria), est un auteur-compositeur-interprète nigérian, Il a grandi à Jakande Estate, Oshodi-Isolo.

## Carrière

### Ses débuts
Jeune, Boy Spyce Il est devenu célèbre avec la sortie de son EP intitulé «Boy Spyce», Boy Spyce a commencé sa carrière musicale en faisant des reprises de chansons populaires et en les publiant sur les réseaux sociaux. Le plus réussi d'entre eux a été sa reprise de " Essence " de Wizkid . La couverture a porté Boy Spyce à l'attention de Don Jazzy , le PDG de Mavin Records, qui l'a signé pour le label. Le 23 avril 2022, Boy Spyce a sorti son premier EP , Boy Spyce était un chanteur sur le single du dixième anniversaire de Mavin Records, "Won Da Mo".

## Discographie

### EP
- Boy Spyce, 2022

### Singles
- Folake, 2023[5]
- Relationship, 2023[6]